# Kadoelen (Overijssel)
Kadoelen is een buurtschap en een landgoed in de gemeente Steenwijkerland in de provincie Overijssel, in de Kop van Overijssel.
De oudste vermelding (als Cadolen) stamt uit het eind van veertiende eeuw. Kadoelen ligt ten zuiden van Sint Jansklooster. In 1815 hoorde Kadoelen onder de gemeente Vollenhove, in 1818 ging de buurtschap over naar de gemeente Ambt Vollenhove, in 1942 weer naar de gemeente Vollenhove, in 1973 naar gemeente Brederwiede en sinds 2001 valt Kadoelen onder de gemeente Steenwijkerland. Nabij Kadoelen liggen de buurtschappen Heetveld, Poepershoek en Barsbeek. Het Kadoelermeer is het randmeer tussen de Noordoostpolder en het Land van Vollenhove.

## Toponiemen
De landerijen onder de buurtschap behoorden oorspronkelijk tot de havezate Oldenhof. De percelen van het landgoed hebben veldnamen als Rondebos, Huttenbosje, Carolinakamp, Carolinabos, Engelenburgbos en Paardeweide. Aan de Kadoelerweg liggen de percelen Ketelkamp, Brandbos en de boerderij Kampererve.  Tegen het Snijderswegje ligt het Middelbos. Hierachter liggen aan de Halligersteeg het Berend Lucasbos, de Lage Rommelhagen, de Hoge Rommelhagen en de boerderij De Halle. Ten noorden hiervan liggen het Engelse bosje of Engelse werk en het Tabaksbos aan het Krommesteegje.
Op de Ketelkamp, was vroeger een doolhof. In de Paardeweide staat een duiventil. In 1894 zijn de beuken op de singels geveld en vervangen door eiken. In het Nederlands Openluchtmuseum in Arnhem bevindt zich een oude boerderij uit Kadoelen.